# Gargariscus prionocephalus
Gargariscus prionocephalus és una espècie de peix pertanyent a la família dels peristèdids i l'única del gènere Gargariscus.

## Descripció
- Fa 30 cm de llargària màxima.
- És taronja vermellós amb franges negres a l'aleta pectoral. Les aletes dorsals tenen la vora negra.[3][4]

## Hàbitat
És un peix marí i batidemersal que viu fins als 304 m de fondària a la plataforma continental.

## Distribució geogràfica
Es troba des del Japó fins a les Filipines i el mar d'Arafura.

## Observacions
És inofensiu per als humans.